# تاریخ ادبیات فارسی (کتاب)
تاریخ ادبیات فارسی (به انگلیسی: A History of Persian Literature) کتابی است مفصل در ۱۸ جلد که توسط چندین خاورشناس برجسته به زبان انگلیسی نوشته شده‌است. سرویراستار این ۱۸ مجلد ، احسان یارشاطر بوده‌ که برای هر جلدی از این کتاب یک گروه ویراستاری تعیین کرده‌است.

## محتوا

### جلد ۱
جلد ۱ تحت عنوان «مقدمه‌ای کلی بر ادب فارسی» (به انگلیسی: General Introduction to Persian Literature) منتشر شد. فصول و مطالب کتاب عبارتند از:
- فصل ۱: سنت ادبیات فارسی کلاسیک (یوهانس توماس پتَر دوبَرن)
- فصل ۲: منشأ و تحول فارسی ادبی (جان پِری)
- فصل ۳: تاریخ ادبیات (ویلیام هَنَوِی)
- فصل ۴: عروض: وزن و قافیه (بو اوتاس)
- فصل ۵: نظریه‌ی ادبی سنتی: زمینه‌ی عربی (گیرت یان وان خِلدِر)
- فصل ۶: بلاغت فارسی: علم بدیع و علم بیان (ناتاشا چالیسووا)
- فصل ۷: صور خیال (ریکاردو زیپولی)
- فصل ۸: گونه‌های ادبیات درباری (جولی اسکات میثمی)
- فصل ۹: انواع ادبیات دینی (نصرالله پورجوادی)
- فصل ۱۰: معما (گرنوت ویندفور)
- فصل ۱۱: تأثیرات ایران قبل از اسلام و هند در ادبیات فارسی (فرانسوا دُبلوئا)
- فصل ۱۲: تأثیرات هلنیستی در ادبیات فارسی کلاسیک (کریستین وان رومبِکِه)

### جلد ۱۰
جلد ۱۰ تحت عنوان «تاریخ‌نگاری فارسی» (به انگلیسی: Persian Historiography) منتشر شد.
- ادبیات و تاریخ: چارلز ملویل
- برخاستن و توسعهٔ تاریخ‌نگاری ایرانی: التون دنیل
- دورهٔ ترکی-مغولی: چارلز ملویل
- تاریخ‌نگاری صفویه: شعله قوئین
- تاریخ‌نگاری ایرانی در قرن ۱۸ و ۱۹ م: تاریخ‌نگاری درباری سنتی تاریک-روشن: ارنست تاکر
- توسعهٔ تاریخ‌نگاری ملی از قرن ۱۸ تا دورهٔ پهلوی: عباس امانت
- سرگذشت اعتمادالسلطنه: شیوا بلاغی
- تاریخ‌نگاری در دوران پهلوی: فخرالدین عظیمی
- تاریخ‌نگاری ایرانی در عثمانی: سارا نور ییلدیز
- تاریخ‌نگاری در آسیای مرکزی از قرن ۱۶: رابرت مکنزی
- تاریخ‌نگاری در افغانستان: رابرت مکنزی

### جلد ۱۱
جلد ۱۱ تحت عنوان «ادبیات اوایل سده‌ی چهاردهم ق/ بیستم از عصر مشروطه تا رضاشاه» (به انگلیسی: Literature of the early  Twentieth Century From the Constitutional Period to Reza Shah) منتشر شد. فصول و مطالب کتاب به این ترتیب است:
- پیشینه‌ی سیاسی و اجتماعی ادبیات در دوره‌ی(1940-1900): علی اصغر سید گهراب
- نثر و داستان مدرن فارسی از 1900 تا 1940: علی اصغر سید گهراب
- طنز اجتماعی در ادبیات فارسی (1940-1900): محمدعلی همایون کاتوزیان
- شاعران زن: دومینیک پرویز بروکشاو
- ترجمه‌ی اشعار اروپایی و استقبال از آن‌ها: پروین لولویی
- تاریخ نمایش ایرانی(1941-1850): سعید طلاجوی
- تاریخچه‌ی ادبیات کودکان(1940-1900): زهره قایینی

### جلد ۱۷
جلد ۱۷ تحت عنوان «ادبیات پیش از اسلام ایران: جلد اول ضمیمه» (به انگلیسی: The Literature of Pre-Islamic Iran: Companion Volume I) نوشته شده‌است.
- ادبیات اوستایی: آلموت هینتز
- ادبیات کتیبه‌ای در زبان‌های باستانی و میانه: فیلیپ هویس
- ادبیات مانوی در زبان‌های ایرانی: ورنر زوندرمان
- ادبیات مسیحی در زبان‌های ایرانی میانه: نیکلاس سیمز ویلیامز
- ادبیات سغدی بودایی: یوتاکا یوشیدا
- ادبیات ختنی: مائورو مگی

### جلد ۱۸
جلد ۱۸ تحت عنوان «ادبیات شفاهی زبان‌های ایرانی: کردی، پشتو، بلوچی، آسی، فارسی و تاجیکی: جلد دوم ضمیمه» (به انگلیسی: Oral Literature of Iranian Languages: Kurdish, Pashto, Balochi, Ossetic; Persian and Tajik: Companion Volume II) با این فصل‌ها منتشر شد:
- ادبیات مکتوب کردی: ژویس بلو
- ادبیات شفاهی کردی: کریستین الیسون
- ادبیات شفاهی و دین در کردستان: روایت متداول ایزدی و اهل حق: فیلیپ کرینبروک
- ادبیات پشتو: دوران باستان: سرگی آندریف
- ادبیات مدرن پشتو: لئونارد بارتولی
- ادبیات ملی و شفاهی پشتو: ویلما هستون
- ادبیات بلوچی: یوزف الفنباین
- ادبیات آسی: فردریک توردارسن
- ادبیات ملی فارسی: اولریش مارزلف
- نقّالی: داستان‌گویی حرفه‌ای ایرانیان: کومیکو یاموتو
- روضةالشهدای کاشفی: داستان کربلا و پشتیبانی از فرهنگ و ادبیات ملی مذهبی: پیتر چلکوفسکی
- ادبیات ملی تاجیک: روشن رحمانی
- ادبیات شفاهی و ملی فارسی دری در افغانستان: مارگارت میلز